# ウルグダイ
ウルグダイ (またはウルフダ) はハダナラ氏女真族、ハダ末代国主。先代国主のメンゲブルの長子、ヌルハチの婿。
ヌルハチに居城を攻略されたが、明朝の介入で一旦は国王に復帰した。しかしイェヘの襲撃に晒されながら勢力的に孤立していたことからマンジュ (建州部)、後のアイシン (後金) に投じ、以後ヌルハチ勢力下で兵士として各地を転戦した。

## 略歴

### 国敗父亡
万暦27 (1599) 年旧暦5月、イェヘ東城主・ナリムブルがハダの貢市を狙って侵攻し、貢勅60道を横奪した。一方、ハダ国主・メンゲブル (ウルグダイの父) は自らの子女を人質に送って、ヌルハチのマンジュ･グルン (建州部) から援軍を引き出し、対抗を図った。ナリムブルは二者の連携を阻止しようと、娘との婚姻を条件にマンジュ兵を殺して将軍を捕らえるようメンゲブルを唆す一方で、マンジュ側にはメンゲブル叛乱の噂を流し、ヌルハチを激怒させて不信感を煽った。同年旧暦9月、メンゲブルはヌルハチにより居城を攻略され、子・ウルグダイともどもヌルハチ居城へ連行された。
万暦28 (1600) 年旧暦4月、ヌルハチの妾と姦通しヌルハチ殺害を企てたとして、メンゲブルが処刑された。メンゲブル死亡を知った明朝の万暦帝は使者に勅旨を持たせて建州部 (マンジュ) へ派遣し、ハダの国を奪取したこと、及び許可なくメンゲブルを殺害したことでヌルハチを譴責し、市賞の権利を剥奪すると脅して、メンゲブルの次子・革把庫と部民120戸を返還することを求めた。

### 復興再亡
万暦29 (1601) 年旧暦1月、ヌルハチは明朝の譴責を受けて、元々メンゲブルに婚約させていた娘・マングジをウルグダイの妻として嫁がせた。同年旧暦7月、撫順関外で白馬を屠り盟約を誓ったヌルハチは、ウルグダイを婿として扶養し、ハダの領民を元の部落へ返還した。イェヘ国主・ナリムブルは明朝の介入を受け、ハダから横奪した勅書60道を返還したが、ヌルハチが依然としてイェヘからの保護を名目にウルグダイを解放しないことを批判し、明朝にウルグダイのハダ帰還を要求した (当時のヌルハチは海西女直のほかに李氏朝鮮領にまで食指を伸ばしていた)。しかしヌルハチがついにウルグダイを解放し、妻・マングジと部民を連れてハダへ帰還させると、ナリムブルはまたも蒙古兵を率いて度々ハダを襲撃するようになった。ヌルハチは明朝に介入を求めたが、明朝は聴く耳をもたなかった。その後、ハダは大饑饉に見舞われ、ウルグダイは開原城 (現遼寧省鉄嶺市開原市) に食糧援助の要請を出すも聞き容れられず、ハダ国内は妻子や家内奴隷、牛馬を鬻(ひさ)いで食い繋ぐありさまであった。そして、明朝に見放され、イェヘの軍事的脅威が止まない中、ウルグダイはヌルハチのマンジュ (建州部) に投じた。ここにハダ･グルンは完全消滅し、ウルグダイは一兵士としてヌルハチ勢力下に吸収された。

### 帰属併呑

#### 亡命騒動
天命5 (1620) 年旧暦9月、モロホン夫婦、ジャイサング、ショトが明朝への亡命を共謀した。ウルグダイの弟・モロホンは充分な生活的援助を与えられず衣食に不自由をしていたことから、ウルグダイに恨みを抱いていた。モロホンはヌルハチの弟・シュルハチの娘を妻として与えられていたが、妻の兄弟・ジャイサング (シュルハチの子) も、兄・アミン (シュルハチの長子) からやはり充分な生活援助を得られていなかった。ショトは父・ダイシャンから虐待を受けていた。それぞれに苦悩をかかえていた三者は互いに交流をもち、亡命を計画するに至った。同月13日、ヌルハチは真相を確かめるべくウルグダイを召して質したところ、モロホン夫婦は生活を無視してひたすら道楽を尽くし、昼夜を問わず宴を催しては酒を喰らっていたことが判明した。三者を問い詰めたところ、亡命計画を事実として認めたのはモロホン夫婦だけで、ショトとジャイサングは否認した。ヌルハチはモロホン夫婦含む数人を処刑し、ジャイサングとショトは放免された。

#### 剃髪強要
天命6 (1621) 年旧暦3月、後金は遼陽、鞍山、海州など70余りの城を陥落させ、帰順の証として官民ともに剃髪を強要した。同年旧暦5月初5日、遼東地方では既に全人口が剃髪し帰順したが、鎮江地方だけは剃髪を拒んだ上に使者を殺害したと聞いたヌルハチは、副将・ウルグダイと撫順副将・李永芳に兵1,000を与え視察に向わせた。現地に到着したウルグダイらは剃髪を拒むものを戮し、妻子1,000人を捕虜として連行して同月25日に帰還した。ヌルハチはこれを聞き、漢民族300人に督堂および総兵官以下、遊撃以上の官職を与え、同行した兵士に捕虜600人を与えた。

#### 其他事績
天命6 (1621) 年旧暦9月初6日、湯站 (現遼寧省丹東市振安区湯山城鎮?) の守堡が「駐箚守備兵が既に投降している後金国人を襲撃して10,000人を捕虜にし、草地が血で染まった」と報告した。ヌルハチは都堂・アドゥンと副将・ウルグダイに命じ、50人を率いて現地調査に向わせた (結果不明)。同月24日、李朝15代国王・光海君 (暴君として有名) の使者として鄭判事がアイシン･グルン (マンジュ･グルンを基礎にヌルハチが樹立した国家、後金のこと) に到着し、ウルグダイらの三人のエフ、バドゥリ総兵官、エルデニ･バクシ、ならびに五大臣が城外にこれを迎えた。鄭判事は貢物を多く携えて来たが、ヌルハチは受け取りを拒否して悉く突き返した。
天命7 (1622) 年旧暦1月13日、ウルグダイはヌルハチから小旗六組、傘 (儀仗に用いる柄のついた円状の装飾具)、喇叭、哨呐 (スルナイ)、洞簫、鼓を、28日には駱駝一頭、蟒緞 (蛇の刺繍が施された礼装に用いられる布地)、絹衣14着、紅氈6片を下賜された。
天命7 (1622) 年旧暦二月初三日、ウルグダイは妻・マングジとの子・エセンデリを連れて広寧 (現遼寧省錦州市北鎮市) に出征したが、杏山から出発し15里のところで、エセンデリが落馬し死亡した。ヌルハチは孫の訃報を聞き、各ニルから一人ずつ派遣させて、フィヤング･ベイレとヨト･ベイレに引率させ、孫の亡骸を遼東に運ばせた。孫と対面したヌルハチは泣きながら見送った。

## 子孫
＊本項目は基本的に『八旗滿洲氏族通譜』巻23に拠った。

### 系図
- 子・エセンデリ[22]：ヌルハチ郡主を降嫁された。
  - 孫・ケシネ[23]：ウルグダイの孫。父不詳。頭等侍衛を務め、佐領を兼ねた。
    - 曾孫・ケンテイ (肯特)：ケシネ[23]の子。父不詳。二等侍衛を務めた。
      - 玄孫・チャンチン (長清)：ケシネ[23]の孫。父不詳。筆帖式を務めた。
        - 来孫・マダナ (瑪達納)：ケシネ[23]の曾孫。父不詳。中書を務めた。

### 事績・栄典
ケシネは属部で編成したニルを統括し、三等男爵を授与されたが、後に罪に問われて爵位を剥奪され、承継はされなかった。

## 参照先・脚註
1. 1 2 3  
 滿洲實錄. 3. 不詳
2. 1 2 3  
 han i araha jakūn gūsai manjusai hala be uheri ejehe bithe (欽定八旗氏族通譜：満文). 23. 不詳
3. ↑  维基百科には「又因曾任督堂，又以王为汉姓，故又被人尊称为王督堂。」とあるが、典拠不詳。
4. ↑  皇帝が出す勅書の内、朝貢の許可証に相当するものを特に「貢勅」(入貢勅書の意) と呼ぶ。
5. 1 2  マングジとウルグダイの婚姻と、明朝からの譴責は、史料によって順序が前後している。明朝の史料 (明實錄、東夷考略) では明朝からの譴責の後にマングジを嫁がせているが、清朝の史料 (滿洲實錄、清實錄、清史稿) ではマングジが嫁いでから明使が来ている。また、その具体的な年月もはっきりしない。清朝の史料では「辛丑春正月」(万暦27) に婚姻と記載があるが、明朝の史料には年月の記載がなく、また、使者を送った時期についても万暦28年4月と29年7月の間となっていて、28年なのか29年なのか判然としない。维基百科では清朝の史料の説をとって、29年正月に婚姻、そのあとに明使が来たとしている。本項では、婚姻については清朝の説をとり、使者の到来時期については明朝の史料の説をとり、具体的時期は28年中とした。
6. ↑  『八旗滿洲氏族通譜』ではメンゲブルの次子を「聶克色」としている。
7. ↑  “哈達地方納喇氏”. 八旗滿洲氏族通譜. 23. 四庫全書. "孟格布禄之次子聶克色"
8. ↑  “海西考”. 東夷考略. 不詳. "中朝宣諭則願歸猛骨孛羅次子革把庫及部夷百二十家"
9. 1 2  マングジ：ᠮᠠᠩᡤᡡᠵᡳ, manggūji, 莾古吉 (滿洲實錄-3)
10. ↑  “女直考”. 東夷考略. 不詳. "奴兒哈赤益旁嚙朝鮮及黑龍江上諸夷"
11. ↑  “建州考”. 東夷考略. 不詳. "那林孛羅亦訐奴酋係王杲遺孽，賺殺猛酋，又擄其子，乞諭還忽荅守靖安關。"
12. ↑   滿洲老檔. 不詳
13. 1 2 3  维基百科より引用。典拠なし。
14. ↑  “ice sunja de,”. 滿洲老檔. 21. 不詳
15. ↑  “jeng giyang de genehe han i hojihon urgvdai fujiyang,”. 滿洲老檔. 22. 不詳
16. ↑  “ice ninggun de,”. 滿洲老檔. 26. 不詳
17. ↑  维基百科では「光海君所遣使者『厅』判事官」としているが、『滿洲老檔』では「Solho王の使者『鄭』判事官人」となっている。満文は「solho han i elcin『ting』pan xi hafan」で、「ting」を現代中国語の拼音読みしたことによる誤認か (「厅」は拼音で「tīng」と表記される)。
18. ↑  バドゥリ総兵官：baduri dzung bing guwan
19. ↑  エルデニ･バクシ：erdeni baksi　＊バクシは一種の称号。
20. ↑  维基百科では「总兵官巴都里、额尔德尼等五大臣」としているが、マンジュ (後金) 五大臣は費英東 (グヮルギャ氏フュンドン)、額亦都 (ニュフル氏エイドゥ)、何和理 (ドンゴ氏ホホリ)、扈爾漢 (トゥンギャ氏フルガン/ダルハン･ヒヤとも)、安費揚古 (ギョルチャ氏アンバ･フィヤング/ションコロ･バトゥルとも) なので、おそらく誤訳。
21. ↑  “orin duin de,”. 滿洲老檔. 27. 不詳
22. ↑  エセンデリ：esenderi, 額森德禮 (八旗滿洲氏族通譜-23)
23. 1 2 3 4 5  ケシネ：kesine, 克什訥 (八旗滿洲氏族通譜-23)。＊ 萬の祖父・ケシネ都督とは同名の別人。